# Descours & Cabaud
Pour les articles homonymes, voir Descours et Cabaud.
 (août 2024).
 (août 2024).
Fondé en 1782 à Lyon, Descours & Cabaud est un groupe familial français de distribution de fournitures à destination d'une clientèle de professionnels de l'industrie et du bâtiment (produits métallurgiques, produits spéciaux du BTP et tréfilés, quincaillerie de bâtiment, outillage, fournitures industrielles, équipements de protection individuelle (EPI), chauffage, sanitaire, plomberie, métiers de l'eau et du paysage, composants industriels...).
Le Groupe a publié un chiffre d'affaires de 4,9 milliards d'euros en 2023 et emploie près de 15 000 personnes dans le monde (720 points de vente dans 13 pays en Europe et Amérique du Nord).

## Histoire
La société Descours & Cabaud est issue d'un commerce de fers fondé en 1767 par Odet Dufournel, marchand voiturier par eau sur la Saône, originaire de Grigny. Son fils aîné, Alphonse Odon Dufournel, devient maître de forges à Gray, tandis que le cadet, César Dufournel, implante le négoce familial à Lyon en 1782.
Durant toute la première moitié du XIXe siècle, la Maison Dufournel se classe comme le premier commerce métallurgique en France, alors en pleine révolution industrielle, et exporte à destination d'autres pays européens. En 1861, André Descours, le neveu de César Dufournel, et Lupicin Cabaud reprennent l'entreprise. À la mort d'André Descours, Charles Cabaud, fils de son associé, prendra la direction de la société avec Raoul Baguenault de Puchesse, petit fils d'André Descours. Charles Cabaud assurera la présidence de 1913 à 1939, Raoul Baguenault de Puchesse lui succédera à sa mort.
Récemment, la société Descours & Cabaud se lance à l'international. Dès 1883, une filiale est ouverte en Argentine puis, en 1897, la société s'implante en Indochine, en 1903 en Tunisie, en 1911 au Cambodge et enfin, en 1912 au Maroc.
En 1913, la Société anonyme Descours & Cabaud Produits Métallurgiques voit le jour, absorbant ainsi l'ensemble des activités nationales et internationales de la Maison Dufournel. Durant l’entre-deux-guerres, Descours & Cabaud se lance dans une stratégie de rachat d'affaires de négoce un peu partout en métropole. C'est à cette époque que le Groupe Descours & Cabaud se constitue, alors que nombre de plus petits concurrents sont peu à peu absorbés par le négociant lyonnais. En 1952, sous la présidence de William Vincens-Bouguereau, sa filiale Bernabé ouvre des agences au Cameroun, au Congo, en Côte d’Ivoire et en Guinée. Le Groupe poursuit son expansion à la fois nationalement et internationalement.
En 1979, Descours & Cabaud s'installe aux États-Unis en faisant l'acquisition de Dillon Supply, une entreprise de négoce industriel et métallurgique implantée dans sept États du Sud-Est du pays. Le Groupe Descours & Cabaud devient leadeur du secteur en France à partir de 1994 grâce au rachat de GDFI (Groupement de Distribution de Fournitures Industrielles) de Retex alors propriété de Pinault-Printemps. En 1997, le groupe lyonnais poursuit son expansion européenne en rachetant les sociétés Imès (Belgique) et Soldevilla (leadeur du secteur en Espagne).
En 2005, Descours & Cabaud s'installe sur le marché néerlandais en rachetant le numéro deux local, Laman, puis l'année suivante, en 2006, part à la conquête de la Slovaquie en absorbant la société SLS, leadeur du négoce métallurgique dans le pays. Parallèlement, afin de recentrer son développement sur l'Europe et les États-Unis, Descours & Cabaud décide, en 2003, de revendre l'ensemble de ses activités en Afrique.
En 2010, le Groupe s'implante en Italie en rachetant la société Ferexpert. En France, c'est la société Panier, située en région parisienne, qui rejoint la grande entreprise lyonnaise en juillet 2011. Depuis le 1er septembre de la même année, le bureau de sourcing du Groupe situé à Shanghai devient une filiale de droit chinois appelée DC Shanghai – Trading and Services Co. Ltd. Cette filiale est rattachée à la société Prodex qui dépend également du groupe.
En 2016, Descours & Cabaud continue sa politique de croissance externe avec l'acquisition du numéro 3 britannique du MRO, Hayley Group, ainsi que des sociétés Helios Dica en Espagne (EPI), Rala en Allemagne (MRO et EPI), Nomag aux Pays-Bas (Industrie), Steyr-Werner en Autriche (Maintenance et EPI), Hahn Systems aux États-Unis (EPI) et Northern Safety au Canada (EPI).
Entre 2017 et 2019, une série de quinze acquisitions en Amérique du Nord et en Europe (hors France), représentant un total de 40 points de vente, porte le nombre d'implantations du Groupe à 710.
Depuis 2020, de nouvelles acquisitions ont été réalisées, en Allemagne (sociétés Nölle & Nordhorn et Safeline), aux Pays-Bas (BTN-Henny van Ommeren), au Portugal (Sintimex et Cudell), au Canada (Ficodis) et aux États-Unis (SDI Supplies, LNR Tool and Supply et Baker).
Descours & Cabaud est présent dans 13 pays répartis entre l'Europe et le continent américain.

## Les réseaux
En 2000, les points de vente ont été réorganisés en deux réseaux baptisés Prolians et Dexis.
Prolians est l'enseigne des multispécialistes. Le réseau distribue aux professionnels de la construction des produits métallurgiques (aciers, aluminium, inox), des plastiques, des transports de fluides, de la quincaillerie de bâtiment, de l'outillage, des fournitures industrielles, de la plomberie, des produits du B-T.P., des équipements de protection individuelle (EPI).
Dexis est l'enseigne de négoce technique qui fournit les industriels en machines-outils, transmission de puissance, automatismes, produits d’usinage, fournitures industrielles.
Il existe un troisième réseau européen, Hydralians, "Expert des métiers de l’eau et du paysage" (Arrosage, Piscine).
En France, Descours & Cabaud compte 259 points de vente Prolians, 67 points de vente Dexis, 72 points de vente Hydralians et 8 points de vente de sociétés spécialisées.
L'identité visuelle de ces 3 réseaux a été revue en octobre 2018 avec de nouveaux logos pour leurs enseignes, Prolians, Dexis et Hydralians.
Descours & Cabaud opère également en Amérique du Nord, à travers deux réseaux commerciaux.
À l'international, le Groupe Descours & Cabaud possède 5 points de vente en Allemagne, 6 en Autriche, 56 aux Pays-Bas, 10 en Belgique, 44 en Espagne, 51 au Royaume-Uni, 27 en Italie, 6 en République tchèque, 7 en Slovaquie, 50 aux États-Unis d'Amérique et 42 au Canada.

## Les présidents du Groupe Descours & Cabaud
- César Dufournel (1782-1811)
- Charles Dufournel (1811-1861)
- André Descours (1861-1904)
- Hippolyte Carrillon (1904-1913)
- Charles Cabaud (1913-1939)
- Raoul Baguenault de Puchesse (1939-1945)
- William Vincens-Bouguereau (1945-1958)
- Raymond Baguenault de Puchesse (1958-1964)
- Joannès Dupraz (1964-1966)
- Charles Vincens-Bouguereau (1966-1983)
- Louis Ravassod (1983-1990)
- Pierre Routier (1990-1993)
- William Vincens-Bouguereau (1993-2002)
- Pierre de Limairac (2002-2011)
- Thibaut de Grandry (2011-2013)
- Pierre de Limairac (2013-2015)
- Alain Morvand (Président du Directoire, 2015-2019)
- Philippe Massonneau (Président du Directoire, 2019-2022)
- William de Pinieux (2022-)